# Македоновка (Донецкая область)
Македо́новка (укр. Македонівка) — село на Украине, находится в Никольском районе Донецкой области.
Код КОАТУУ — 1421783302. Почтовый индекс — 87032. Телефонный код — 6246.

## История
В 1991 году селу возвращено историческое название.
После российского вторжения на Украину село оккупировано Россией.

## Население
- 1908 — 743 чел.
- 2001 — 817 чел. (перепись)

В 2001 году родным языком назвали:
- русский язык — 775 чел. (94,86 %)
- украинский язык — 37 чел. (4,53 %)
- армянский язык — 3 чел. (0,37 %)
- греческий язык — 1 чел. (0,12 %)

## Адрес местного совета
87030, Донецкая область, Никольский р-н, с. Касьяновка, ул. Гагарина, 15а, 2-54-31